# Район «Д»
«Район „Д“» — збірка історій українського письменника Артема Чеха, видана у 2019 році. Увійшла до короткого списку у номінації «Книга року BBC — 2019».

## Зміст
Збірка складається з 16-ти історій жителів Черкаського мікрорайону Деревообробного комбінату, відомого як район «Д», де пройшло дитинство письменника. Події відбуваються в період від 1970-х до початку 2000-х. 

## Переклади
Книга «Район „Д“» перекладена на наступні мови: 
- Польська: Dzielnica D (перекладач Марек Задура, видавництво Warsztaty Kultury, 2020)[3].